# C-Ya
Сија или C-Ya је била реп (хип-хоп) група из Београда. Група је основала три момка из Земуна средином деведесетих. Прву песму су снимили 1993. године и звала се „Године расплета“, као и тада актуелна књига председника Слободана Милошевића. Први албум „Право из мртвих“ је изашао 1995. године. Лидером групе су сматрали Марка који је био и најпознатији члан Сије. Две године касније, тачније 1998. група је издала свој други албум „Сиазбек“, са ког су се издвојила два спота за истоимену песму и песму „Сам против свих“. Годину дана касније била је НАТО агресија на СРЈ, када је група посустала, па је трећи албум „III“ издат тек 2001. године. У то време многи су сматрали Сију најбољим српским реп извођачем. 2003. године изашао је четврти и за сада последњи албум „Боље време“, са истоименом песмом. Група од тада није снимила ни један албум, али се формално нису распали.

## Сарадња
Сија је сарађивала са групама: Juice, Бед копи, Струком, Београдски синдикат и осталим реперским групама са простора Републике Србије.

## Дискографија
- Право из мртвих (1995)
- Сиазбек (1998)
- Сија III (2001)
- Боље време (2003)
- Marko C-Ya -Све, Сад И Одма' (2015)